# Morton Eden
Morton Eden, 1. baron Henley (ur. 8 lipca 1752, zm. 6 grudnia 1830) – brytyjski dyplomata.
Eden był młodszym z dwóch synów sir Roberta Edena, 3. baroneta Eden. Kształcony był w Eton College i w Christ Church w Oksfordzie.
Był ambasadorem Wielkiej Brytanii kolejno; w Bawarii (1776-1779), Kopenhadze (1779–1782), Dreźnie (1782–1791), Berlinie (1791–1793), Wiedniu (1793–1794) i w Hiszpanii (1794–1795).
w roku 1791, Eden został pasowany na rycerza 1791. W roku 1794 został członkiem Rady Królewskiej (Privy Council). Dnia 7 sierpnia 1783, poślubił Lady Elizabeth Henley (najmłodszą córkę  hrabiego Northington), z którą miał czworo dzieci. W 1799 uczyniono go baronem Henley.
Lord Henley zmarł w roku 1830. Tytuł przejął po nim jego najstarszy syn Robert.